# Incredibile (singolo)
Incredibile è un singolo della cantautrice italiana Giordana Angi, pubblicato il 1º marzo 2024.

## Descrizione
Il brano è scritto, composto e prodotto dalla stessa cantautrice.

## Video musicale
Il video musicale è stato pubblicato in anteprima il 29 febbraio 2024 del brano attraverso il canale YouTube della cantautrice.

## Tracce
Testi e musiche di Giordana Angi.
1. Incredibile – 2:57